# Norgesmesterskabet i ski 1938
Norgesmesterskabet i ski 1938 blev arrangeret i Mo i Rana i 1938.

## Mænd

### 15 km
| Plads  | Udøver          |
| ------ | --------------- |
| Guld   | Lars Bergendahl |
| Sølv   | Magnar Fosseide |
| Bronze | John Strickert  |

### 30 km
| Plads  | Udøver           |
| ------ | ---------------- |
| Guld   | Olav Odden       |
| Sølv   | Sigurd Røen      |
| Bronze | Gunnar Stalsberg |

### Kombineret
| Plads  | Udøver          |
| ------ | --------------- |
| Guld   | Magnar Fosseide |
| Sølv   | Olav Lian       |
| Bronze | Sigurd Røen     |

### Skihop
| Plads  | Udøver             |
| ------ | ------------------ |
| Guld   | Reidar Andersen    |
| Sølv   | Arnholdt Kongsgård |
| Bronze | Rudolf Kojan       |